# Pallavolo ai XVIII Giochi panamericani - Qualificazioni al torneo femminile (NORCECA)
Le qualificazioni nordamericane ai XVIII Giochi panamericani si sono svolte dal 4 al 6 gennaio 2019: al torneo hanno partecipato quattro squadre nazionali nordamericane e una si è qualificata ai XVIII Giochi panamericani.

## Impianti
|                                                                                 |  |  |
|                                                                                 |  |  |
| Coliseo Roberto Clemente Città: San Juan Capienza: 15 000 Anno d'apertura: 1973 |  |  |

## Regolamento

### Formula
Le squadre hanno disputato un'unica fase con formula del girone all'italiana.

### Criteri di classifica
Se il risultato finale è stato di 3-0 sono stati assegnati 5 punti alla squadra vincente e 0 a quella sconfitta, se il risultato finale è stato di 3-1 sono stati assegnati 4 punti alla squadra vincente e 1 a quella sconfitta, se il risultato finale è stato di 3-2 sono stati assegnati 3 punti alla squadra vincente e 2 a quella sconfitta.
L'ordine del posizionamento in classifica è stato definito in base a:
- Numero di partite vinte;
- Punti;
- Ratio dei set vinti/persi;
- Ratio dei punti realizzati/subiti;
- Risultati degli scontri diretti.

## Squadre partecipanti
- Guatemala
- Nicaragua
- Porto Rico
- Trinidad e Tobago

## Torneo

### Risultati
| 4 gennaio 2019 Coliseo Roberto Clemente, San Juan Durata: 1h:17 - Spettatori: 5 000 | Porto Rico        | 3 - 0 | Nicaragua         | 25-15, 25-12, 25-7         |
| 4 gennaio 2019 Coliseo Roberto Clemente, San Juan Durata: 1h:36 - Spettatori: 350   | Trinidad e Tobago | 3 - 1 | Guatemala         | 25-14, 25-14, 22-25, 25-7  |
| 5 gennaio 2019 Coliseo Roberto Clemente, San Juan Durata: 1h:06 - Spettatori: 800   | Porto Rico        | 3 - 0 | Guatemala         | 25-8, 25-11, 25-6          |
| 5 gennaio 2019 Coliseo Roberto Clemente, San Juan Durata: 1h:14 - Spettatori: 500   | Nicaragua         | 0 - 3 | Trinidad e Tobago | 16-25, 19-25, 14-25        |
| 6 gennaio 2019 Coliseo Roberto Clemente, San Juan Durata: 1h:23 - Spettatori: 600   | Porto Rico        | 3 - 0 | Trinidad e Tobago | 25-16, 25-13, 25-16        |
| 6 gennaio 2019 Coliseo Roberto Clemente, San Juan Durata: 1h:49 - Spettatori: 1 000 | Guatemala         | 1 - 3 | Nicaragua         | 25-23, 17-25, 20-25, 21-25 |

### Classifica
| Pos. | Squadra           | Pt | G | V | P | SV | SP | Ratio | PF  | PS  | Ratio |
| ---- | ----------------- | -- | - | - | - | -- | -- | ----- | --- | --- | ----- |
| 1.   | Porto Rico        | 15 | 3 | 3 | 0 | 9  | 0  | MAX   | 225 | 104 | 2,163 |
| 2.   | Trinidad e Tobago | 9  | 3 | 2 | 1 | 6  | 4  | 1,500 | 217 | 184 | 1,179 |
| 3.   | Nicaragua         | 4  | 3 | 1 | 2 | 3  | 7  | 0,428 | 181 | 233 | 0,776 |
| 4.   | Guatemala         | 2  | 3 | 0 | 3 | 2  | 9  | 0,222 | 168 | 270 | 0,622 |

## Classifica finale
| Pos | Squadra           | Rosa |
| --- | ----------------- | --- |
| 1   | Porto Rico        | Formazione: 2 Venegas, 3 León, 5 Otero, 8 Rojas, 9 Álvarez, 11 Ocasio, 12 Ortiz, 14 Valentín, 15 Rivera, 17 Prieto, 19 Jusino, 20 Hernández, 21 Victoriá, 23 Reyes, CT: Mieles |
| 2   | Trinidad e Tobago | Formazione: 3 Thompson, 5 Pierre, 9 Steele, 11 Olton, 15 Morain, 16 Esdelle, 17 Chin Choy, 18 Alexis, 20 Belmar, 21 Alexander, 24 Joseph, 25 Noel, CT: Drakes                  |
| 3   | Nicaragua         | Formazione: 1 Pereira, 2 Arcia, 3 Torres, 4 Traña, 5 Campos, 7 Brenes, 8 Conto, 9 Noguera, 12 González, 13 Díaz, 14 Laínez, 15 Calero, CT: Quintana                            |
| 4   | Guatemala         | Formazione: 2 Tornoe, 3 Bobadilla, 4 Chavarría, 5 Castellanos, 7 Tyggum, 10 Villalobos, 11 Alvarado, 12 Caal, 13 González, 14 Gómez, 16 Chávez, 18 Juárez, CT: Aldana          |

|  | Qualificata ai XVIII Giochi panamericani |

## Premi individuali
| Premio                 | Nome             | Squadra           |
| ---------------------- | ---------------- | ----------------- |
| MVP                    | Pilar Victoriá   | Porto Rico        |
| Miglior realizzatrice  | Channon Thompson | Trinidad e Tobago |
| Miglior servizio       | Wilmarie Rivera  | Porto Rico        |
| Miglior difesa         | Afesha Olton     | Trinidad e Tobago |
| Miglior ricevitrice    | Karina Ocasio    | Porto Rico        |
| Miglior palleggiatrice | Natalia Valentín | Porto Rico        |
| Miglior opposto        | Krystle Esdelle  | Trinidad e Tobago |
| Miglior schiacciatrice | Pilar Victoriá   | Porto Rico        |
| Miglior schiacciatrice | Channon Thompson | Trinidad e Tobago |
| Miglior centrale       | Neira Ortiz      | Porto Rico        |
| Miglior centrale       | Afiya Alexander  | Trinidad e Tobago |
| Miglior libero         | Valeria León     | Porto Rico        |